# Stawrula Panagiotaki
Stawrula Panagiotaki ist eine deutsche Dramaturgin und Intendantin.

## Ausbildung
Panagiotaki studierte Neuere Deutsche Literaturwissenschaft, Neogräzistik und Deutsch als Fremdsprache an der Freien Universität Berlin.

## Schauspiel
Panagiotaki war ab 2009 vier Jahre lang als Assistentin und Dramaturgin am Schauspiel Köln tätig.  Anschließend arbeitete sie zwei Jahre – unterstützt von der Kulturstiftung des Bundes – am Theater und Orchester Heidelberg, sowie als Dramaturgin am Theater Bonn, am Staatstheater Darmstadt und für das Berliner Theatertreffen. Im Sommer 2016 kehrte Panagiotaki als Dramaturgin ans Schauspiel Köln zurück und leitete dort u. a. die Außenspielstätte am Offenbachplatz. Im November 2023 übernahm sie als erste Frau die Leitung der Studiobühne in Köln.

## Rezeption
Die  Theaterzeitschrift Die Deutsche Bühne preist ausdrücklich die Dramaturgie von Stawrula Panagiotak für Die Reise der Verlorenen von Daniel Kehlmann. Ihr sei zusammen mit dem Regisseur gelungen, die Schwächen des Stückes kenntnisreich zu entschärfen, die Konstellation leicht einzudampfen, das Dokumentarische zugunsten von Spiel und Ausdruck zurückzudrängen und die Konzentration auf den Kapitän im letzten Drittel auszugleichen.

## Dramaturgie (Auswahl)
- 2023: DAS GROSSE HEFT / DER BEWEIS / DIE DRITTE LÜGE von Ágota Kristóf am Schauspiel Köln[5]
- 2023:  Exil von Nuran David Calis am Schauspiel Köln[6][7]
- 2022: König Lear von William Shakespeare am Schauspiel Köln[8]
- 2022: Hello to Emptiness von Martha Mavroidi mit Texten von Stawrula Panagiotaki an der Griechischen Nationaloper[9]
- 2020/21: Archipel u. a. Theater der Welt[10] und Ruhrtriennale[1]